# 1188 Gothlandia
1188 Gothlandia (1930 SB) là một tiểu hành tinh vành đai chính được phát hiện ngày 30 tháng 9 năm 1930 bởi Josep Comas Solà ở Barcelona.